# Solomon Kwambe
Solomon Kwambe est un footballeur nigérian né le 30 septembre 1993 dans l'État de Benue. Il joue au poste de défenseur avec le club de Sunshine Stars.

## Biographie
Solomon Kwambe commence sa carrière au Plateau United. En 2012, il rejoint l'équipe de Sunshine Stars.
Il participe à la Coupe des confédérations 2013 avec l'équipe du Nigeria.

## Carrière
- Avant 2012 : Plateau United ( Nigeria)
- 2012-201. : Sunshine Stars ( Nigeria)[2]